# Vincent McEveety
Pour les articles homonymes, voir McEveety.
Vincent McEveety est un producteur et réalisateur américain né le 10 septembre 1929 à Los Angeles (Californie) et mort le 19 mai 2018.

## Biographie
Vincent McEveety a beaucoup tourné pour la télévision, notamment des épisodes de Gunsmoke, Les Incorruptibles, Star Trek, Magnum, Columbo, Arabesque... mais il reste connu pour avoir mis en scène deux films avec la Coccinelle.
En 1981, il réalise une troisième fin pour Les Yeux de la forêt mais n'est pas crédité car selon les règles syndicales un nombre minimal d'heures de travail est nécessaire, non atteint dans ce cas.

### Famille
Vincent McEveety est le frère des réalisateurs Bernard McEveety et Joseph L. McEveety.

## Filmographie
- 1966 : Blade Rider, Revenge of the Indian Nations
- 1968 : Les Cinq Hors-la-loi
- 1971 : La Cane aux œufs d'or
- 1972 : Les Aventures de Pot-au-Feu
- 1973 : Charley et l'Ange
- 1973 : Superdad
- 1974 : Un cowboy à Hawaï (The Castaway Cowboy)
- 1975 : The Strongest Man in the World
- 1976 : Le Trésor de Matacumba
- 1976 : Gus
- 1977 : La Coccinelle à Monte-Carlo
- 1979 : Le Retour du gang des chaussons aux pommes
- 1980 : La Coccinelle à Mexico
- 1981 : Les Yeux de la forêt (fin alternative)
- 1981 : Amy